# Ryszard Szymański (żużlowiec)
Ryszard Szymański (ur. 15 lutego 1960 w Rybniku) – polski żużlowiec.

## Życiorys
Wychowanek Antoniego Woryny. Starty na torze zaczął jako 15-latek. Po roku przygotowań, w wieku 16 lat, zdobył licencję żużlową (1976). Do 1981 r. w rozgrywkach ligowych reprezentował barwy KS-ROW RYBNIK, startując jako młodzieżowiec lub normalny zawodnik w składzie drużyny. Poza zawodami ligowymi brał udział w różnych turniejach.
Po zakończeniu kariery w 1981 r. Szymański wrócił do swojego zawodu i pracował jako kierowca TIR-a na trasach międzynarodowych.

## Osiągnięcia
Trzykrotny finalista „Brązowego Kasku”:
- Turniej o Brązowy Kask 1978 – 4. miejsce 12+1 (3, 1.3, 3, 3)
- Turniej o Brązowy Kask 1980 – 15. miejsce 3 (1, 0, 0, 1, 1)
- Turniej o Brązowy Kask 1981 – 4. miejsce 11+2 (2, 3, 3, 0, 3)